# San Felipe (Texas)
Pour les articles homonymes, voir San Felipe.
San Felipe (en anglais [ˌsæn fɪˈliːp]), également appelée San Felipe de Austin, est une ville du comté d'Austin, dans l’État du Texas, aux États-Unis. Sa population s’élevait à 747 habitants lors du recensement de 2010.